# Batalha de Jajce (1518)
A Batalha de Jajce foi travada em janeiro de 1518 entre as forças otomanas de Husreve Begue, beilerbei do eialete da Bósnia e as forças húngaras e croatas lideradas pelo bano da Croácia Pedro Berislavić. A batalha fez parte das guerras croata-otomana e otomana-húngara.

## Antecedentes
A fortaleza de Jajce foi construída por Hrvoje Vukčić entre 1391 e 1404; a fortaleza consistia em uma cidadela e um povoado fortificado, Rodeada por uma muralha com duas torres, uma guarita e um bastião. O forte caiu nas mãos dos otomanos em 1463, mas foi retomado por Matias Corvino em 26 de dezembro do mesmo ano. Os húngaros fortificaram Jajce e os castelos adjacentes e fizeram dela a sede de Banovina, uma espécie de estado-tampão na antiga Bósnia para a defesa da Hungria e da Croácia. Jajce resistiu com sucesso aos ataques otomanos em 1464, 1491, 1493, 1501, 1502, 1514 e 1515.